# Isaac Deutscher
Isaac Deutscher (Chrzanów, Galícia, akkori Osztrák–Magyar Monarchia, 1907. április 3. – Róma, 1967. augusztus 19.) lengyel származású brit marxista politológus, publicista.

## Életútja
Vallásos zsidó családban született Chrzanów városában, ami születésekor az Osztrák–Magyar Monarchiához tartozott. A Krakkói Egyetemen folytatott tanulmányai után baloldali lengyel lapoknál dolgozott. 1926 és 1932 között mint kiadói munkatárs állt alkalmazásban, de 1929-től 1939-ig már mint politikai újságíró tevékenykedett. Főleg közgazdaság-tudományi kérdésekről közölt cikkeket. Még nem volt húszéves, amikor belépett a Kommunisták Lengyelországi Pártjába, ahonnan 1932-ben mint trockistát kizárták. Előtte hosszabb látogatást tett a Szovjetunióban. A látogatás élete végéig kihatott politikai látásmódjára. 1939-ben emigrált Angliába, ahol 1942-49-ben a The Economist, 1946-47-ben az European Correspondent és 1942-47 között az Observer című lapok tudósítója volt. 1946-61-ben a Reporter munkatársaként dolgozott. Több rádió- és tévériportot készített, valamint forgatókönyvet írt. Világhírnevét azonban a Sztálin című könyvének, a Trockijről írt életrajzi trilógiájának és átfogó kremlinológiai műveinek köszönhette. Később a vietnámi háború elleni mozgalom egyik aktivistája lett. Cambridge-i professzorként hunyt el.

## Főbb művei
- The Moscow Trial (1936)
- Sztálin (1966)
- Trockij (1954-63)
- A befejezetlen forradalom (1968)
- Marxism in Our Time (1970)

## Magyarul
- A befejezetlen forradalom; Kossuth, Bp., 1968
- Korabeli krónika Sztálin halálától Malenkov bukásáig, 1953–1966; AB Független, Bp., 1983 (Adalékok Kelet-Európa történetéhez)
- Sztálin. Politikai életrajz; utószó, jegyz. Kun Miklós, ford. M. Nagy Miklós; Európa, Bp., 1990